# الغواصة الألمانية فئة يو 87
تايب 87 كان فئة من غواصات يو بنيت خلال الحرب العالمية الأولى للبحرية الإمبراطورية الألمانية.
حملت الغواصة تايب يو-87 16 طوربيد وكان لها ترتيبات مختلفة من بنادق السطح. كان للغواصات يو 87 ويو 89 مدفعًا واحدًا من عيار 10.5 سم/ 45 ومدفعًا واحدًا من عيار 8.8 سم، وكان من المحتمل أن تكون غواصة يو 88 مسلحة بنفس الأسلحة. يو 90 - يو 92 كانوا مسلحين بمدفع واحد من عيار 10.5 سم/45 بعدد قذائف بين (140-240).
لقد حملوا طاقمًا مكونًا من 36 فردًا ولديهم قدرات ممتازة على الإبحار يصل إلى 11,220 ميل بحري (20,780 كـم؛ 12,910 ميل). كان هناك العديد من ترتيبات الأسلحة من غواصات تايب 81 و87 و93 نقلت للحرب العالمية الثانية في غواصات الفئة التاسعة عندما تمت أستخدام تصميماتها الخاصة بعد 20 عامًا.
| قارب     | غرقت   | التالفة | مجموع  |
| -------- | ------ | ------- | ------ |
| يو-87    | 59884  | 7638    | 68522  |
| يو-88    | 39382  | 845     | 40227  |
| يو-89    | 8496   |         | 8496   |
| يو-90    | 74177  | 8594    | 82771  |
| يو-91    | 87119  | 11821   | 98940  |
| يو-92    | 15961  | 7373    | 23334  |
| المجاميع | 285019 | 36271   | 321290 |

## روابط خارجية
- Helgason, Guðmundur. "WWI U-boat types: Type U 87" . القوارب الألمانية والنمساوية في الحرب العالمية الأولى - Kaiserliche Marine - Uboat.net . استرجاع 21 يناير 2015 .
- الحرب العالمية الأولى